# Paleo-Arctische culturen
Paleo-Arctische culturen (Engels: Paleo-Arctic Tradition, ook Northwest Microblade tradition, Denali Complex, of Beringian Tradition) zijn de archeologische culturen van de vroegste gedocumenteerde menselijke bewoners van het Noord-Amerikaanse Noordpoolgebied, daterend uit de periode 12.000-5000 v.Chr. Ze omvat een lappendeken van lokale vroeg-Holocene culturele tradities die voor minstens 7000 jaar over een groot gebied van Alaska tot in het westen van Yukon bloeiden, en een grote verscheidenheid aan menselijke aanpassingen in een periode van toenemende ecologische diversiteit weerspiegelden.
Tot omstreeks 9000 v.Chr. was Alaska nog via de Beringlandbrug in de huidige Beringstraat met Siberië verbonden. Tussen Alaska en de rest van het Amerikaanse continent lag het Cordillera-ijsschild, wat contacten met de daar al meerdere duizenden jaren wonende paleo-indianen belemmerde.
De contacten lagen daarom naar het westen, en de oorspronkelijk uit Jakoetië afkomstige Djoektajcultuur spreidde zich dan ook uit tot het huidige Alaska. Uiteindelijk werd de Djoektajcultuur vervangen door de Soemnagincultuur van jagers en vissers, die een verbeterde microlithische technologie bezat. Naast dezen waren er nog andere lokale culturen die onder de paleo-Arctische traditie vallen. 
De paleo-Arctische culturen zijn vooral bekend van hun stenen werktuigen. Onder de gevonden artefacten bevinden zich microklingen, kleine wigvormige kernen, sommige bladvormige klingen, schrabbers en stekers. De microklingen werden gemonteerd in hout, gewei of botpunten en gebruikt als jachtwapens. Men maakte ook tweezijdige klingen die als gereedschap of als kernen voor de productie van artefacten gebruikt werden. 
Over de nederzettingspatronen is weinig bekend. De meeste woonplaatsen zijn waarschijnlijk door de stijgende zeespiegel van het Holoceen overspoeld.
De met de paleo-Arctische traditie geassocieerde Laat Pleistocene Upward Sun River site in de Tanana-vallei, Alaska, is gedateerd rond 8.500 v.Chr. Het is de locatie van de oudste menselijke overblijfselen gevonden aan de Amerikaanse kant van de Beringlandbrug. De bevolking van Beringia, Oud Beringisch (Ancient Beringian) genaamd, was verwant met de Oud Noord-Euraziatisch genaamde populatie uit Centraal-Siberië. Een Oud Noord-Euraziatisch element was ook aanwezig in de basispopulatie waar eerder de paleo-indianen uit ontstaan waren. De oud-Beringiërs bezaten echter genetische variaties die niet bij de paleo-indianen noch bij de latere bevolking van het gebied voorkwamen. 
Met de komst van de paleo-Eskimo's werden de paleo-Arctische culturen opgevolgd door de Arctische kleine werktuigtraditie.